# Конопер
Конопер — озеро в Плюсского района Псковской области. Располагается на высоте 78 м над уровнем моря в северной части Лядской волости. Относится к бассейну реки Яня.
Площадь — 0,13 км² (13,0 га). Максимальная глубина — 4,0 м, средняя глубина — 2,1 м. Площадь водосборного бассейна — 1,68 км².
Сток по ручью Витан в озеро Хоромно. На берегу озера населённых пунктов нет.
Тип озера был определён как окуневый, где водятся рыбы: окунь, вьюн.
Для озера характерно: отлогие и низкие частично заболоченные берега; дно илистое, в литорали — ил, заиленный песок, местами песок; сплавины, коряги.